# HMS Wryneck (D21)
HMS «Райнек» (D21) (англ. HMS Wryneck (D21) — військовий корабель, ескадрений міноносець типу «W» підкласу «Адміралті» Королівського військово-морського флоту Великої Британії за часів Другої світової війни.
HMS «Райнек» був закладений у квітні 1917 на верфі компанії Palmers Shipbuilding and Iron Company, Геббурн. 11 листопада 1918 увійшов до складу Королівських ВМС Великої Британії.